# Zenon Różański
Zenon Różański (1904, zm. po 1945) – polski dziennikarz oraz autor powieści kryminalnych i sensacyjnych, jeden z płodniejszych pisarzy tego gatunku w czasach II Rzeczypospolitej. Pomimo dość dużego dorobku literackiego, dokładne daty jego życia nie są znane. 22 listopada 1940 r. wywieziony do obozu pracy Auschwitz. W 1941 więzień obozu Auschwitz, jeden z inicjatorów powstania teatru obozowego. Przeżył pobyt w obozie i spisał swoje wspomnienia z tego okresu, wydane w 1948 w Hanowerze. Przypuszczalnie po II wojnie światowej wyemigrował do RFN. Pisane przez niego utwory wydawane były zarówno w formie książkowej, jak i w odcinkach w gazetach lub jako nadzwyczajne dodatki.

## Powieści sensacyjne i kryminalne
- Promienie śmierci (ok. 1930)[3]
- Sprawa Edwina Cramma (1936 pełne wydanie gazetowe w Małym Dzienniku, wyd. skrócone 1936 w Bibliotece Groszowej jako Dziwna przygoda Edwina Cramma. Powieść sensacyjna[4], I pełne wydanie książkowe 2021)
- Serca w pancerzach [1936][5], wyd. również jako Tajemnica willi za miastem: Powieść szpiegowska
- Willa grozy (1936 wydanie gazetowe w Dzienniku Bydgoskim[6], I wydanie książkowe 2020[7])
- Ostatnia gra Normana Kinga (1936[8], wznowiona 2019[9])
- Walka mózgów (1937)[10]
- Godzina trwogi (1938[11], wznowiona 2019[12])
- Pokój nr 23 (1938[13], wznowiona 2019[14])

## Publikacje pozostałe
- Wielka gra: powieść na tle wojny włosko-abisyńskiej (1937)[15]
- Mützen ab : eine Reportage aus der Strafkompanie des KZ. Auschwitz (1948[16], reprint 1991)